# Anelaphus sparsus
Anelaphus sparsus är en skalbaggsart som beskrevs av Martins och Maria Helena M. Galileo 2003. Anelaphus sparsus ingår i släktet Anelaphus och familjen långhorningar. Inga underarter finns listade i Catalogue of Life.